# Distretto dello Strand
Il distretto dello Strand fu un ente municipale inglese esistito fra il 1855 e il 1900.

## Storia
Il distretto fu istituito raggruppando quattro parrocchie delle Libertà di Westminster, la Libertà del Savoia e la Libertà dei Registri, dato che l’attività del Metropolitan Board of Works prevedeva che le parrocchie che generavano un gettito fiscale troppo scarso per finanziare i lavori pubblici della metropoli fossero appunto raggruppate.

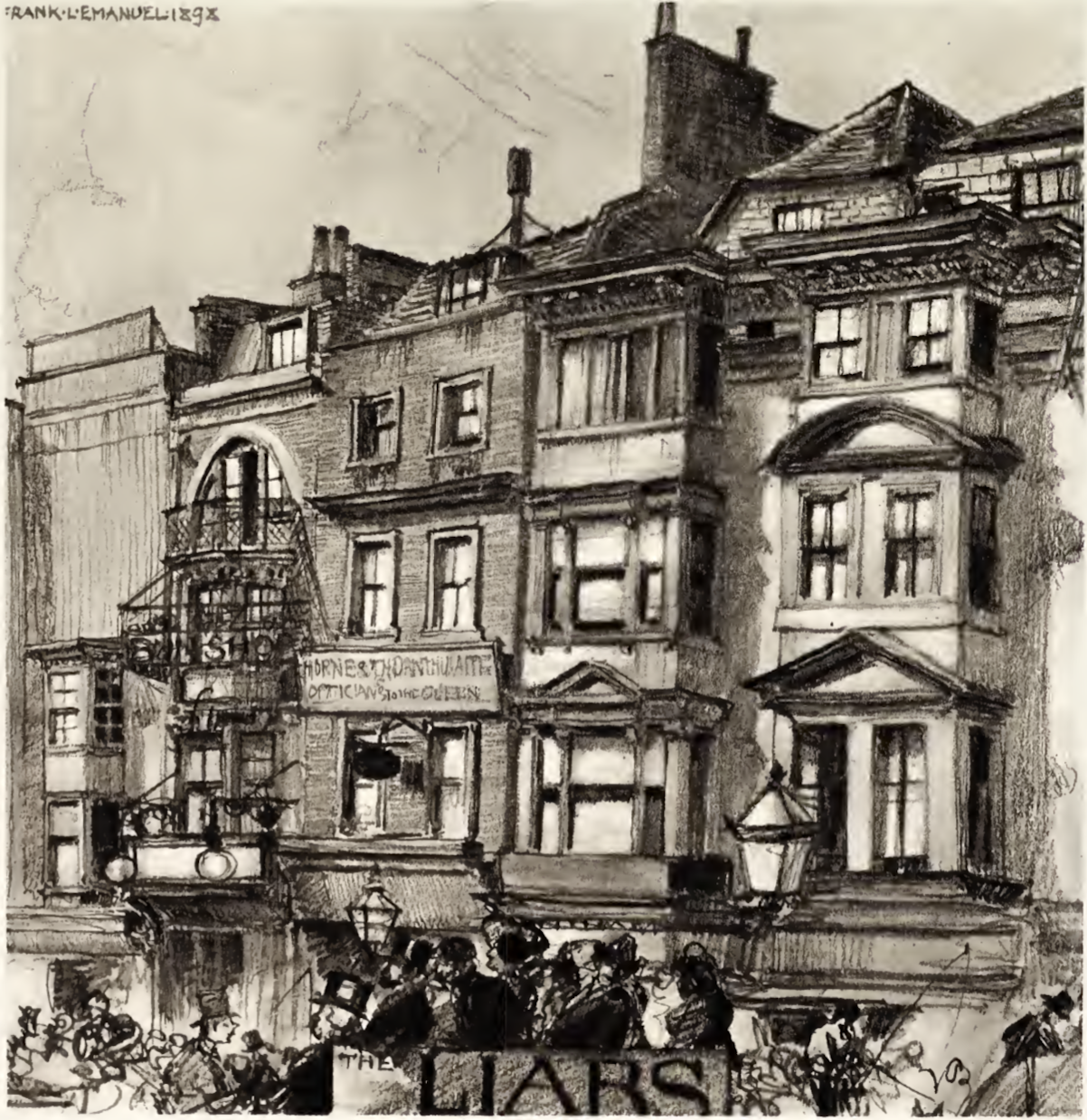
Case nello Strand

Esteso per soli 70 ettari, aveva una popolazione di 20.000 abitanti verso la fine dell’Ottocento. Il vecchio ordinamento comunque non fu abolito, e il territorio distrettuale doveva ancora convivere coi residui poteri della Corte dei borghesi di Westminster.
Nel 1900 entrò in vigore la riforma amministrativa della giovane Contea di Londra, e nonostante le sue resistenze il distretto fu soppresso proprio su pressione della Corte il cui territorio fu unificato nel borgo metropolitano di Westminster abolendo tutte le autorità locali.